# Alfred Caldicott
Alfred James Caldicott (Worcester, 26 novembre 1842 – 24 ottobre 1897) è stato un compositore britannico.

## Biografia
Caldicott nacque a Worcester, dove all'età di nove anni divenne corista presso la Cattedrale. A quattordici anni iniziò ad assistere l'organista William Done, mansione che mantenne fino al 1863, quando si trasferì a Lipsia per perfezionarsi nel locale Conservatorio. Completati gli studi nel 1865, rientrò a Worcester, dove fu nominato organista della chiesa di Santo Stefano. Nel 1878 Caldicott conseguì il Bachelor of Music all'Università di Cambridge con Sir George Alexander Macfarren, e iniziò ad essere conosciuto grazie al successo di una sua serie di glees (particolare forma di Songs) basate su filastrocche. Nel 1890 si trasferì negli Stati Uniti come direttore della compagnia di Agnes Huntington; tornato in Inghilterra, nel 1892 fu nominato direttore dell'Educational Department del London College of Music, fondato pochi anni prima dall'organista George Augustus Holmes, e 1893 divenne direttore del Harold Pinter Theatre.